# Cervera de los Montes
Cervera de los Montes es un municipio y localidad española de la provincia de Toledo, en la comunidad autónoma de Castilla-La Mancha. El término municipal tiene una población de 495 habitantes (INE 2024).

## Toponimia
El término "Cervera" procede del latín cervus que significa "ciervo" más el sufijo abundancial en arius, -a que significa "villa o tierra donde hay muchos ciervos", animal abundante en la zona en antiguos tiempos.

## Geografía
El municipio se encuentra situado en un bajo circundado de varias alturas en la comarca de la sierra de San Vicente. Situado a 10 km de Talavera de la Reina.
Limita al norte con las poblaciones de Sotillo de las Palomas, Navamorcuende, Marrupe, San Román de los Montes, al sur y sureste con Pepino, al oeste y suroeste con Segurilla, y al noroeste con Montesclaros.
Forma parte, por tanto, de la zona norte de la comarca de Talavera de la Reina, terreno muy accidentado que comprende la sierra de San Vicente y sus estribaciones.

## Orografía
El pueblo se encuentra situado en un vallecillo, rodeado de cerros y lomas. Atraviesan dicha hondonada los arroyos Agujas y de la Chorrera, que se unen a la salida de la población. Estos arroyos solo llevan agua en invierno o después de las lluvias torrenciales.
De este a oeste cruzan el término varias líneas de cerros de pequeña altitud, como el de Cabeza Águila, la Loma, cerro del Cura, Cerrillosa, los Motes, Casarejo, la Perdiguera, del Castillo y de la Meregil. Abunda la roca de granito, con algún bloque grande como el Canto de la Julara. Entre estos cerros existen valles, cañadas, hoyas y navas, para uso de prados. Los más amplios son Los Dornajos, Valdehornos, El Cerrratón, La Dehesa, Las Rozas, Cañaencina, Las Higueruelas, La Portera, Las Fuentecillas, La Contienda, Las Viñas y Majadas.
En invierno corren numerosos arroyuelos. Los más importantes son el Marrupejo, Palanquilla y Molinillo. Existen abundantes fuentes y pozos de escaso caudal como el Caño Viejo, la Julara, la Corchuela y la Romera. El suelo es pobre, poco permeable y muy arcilloso. El clima es mediterráneo. Los vientos son el solano que sopla del este y el gallego del noroeste.

## Fauna y vegetación
Las especies que más abundan son la liebre, el conejo, la perdiz, la codorniz, la tórtola y la paloma torcaz. También hay urracas, abejarucos, gorriones, ruiseñores y jilgueros.
En la vegetación predominan los árboles como la encina y el enebro. El arbusto que predomina es la retama y las plantas aromáticas como el tomillo.

## Historia
Es muy probable que la zona fuese escenario de las luchas de Viriato por la independencia contra Roma, y que acampase en el cercano Monte de San Vicente.
Durante la Edad Antigua y parte de la Edad Media, esta zona estaba cubierta por un espeso arbolado formando un bosque de encinas y enebros en estado salvaje, donde abundaban los venados y otras especies de caza mayor, bosque solo pisado por cazadores y leñadores de la zona, que tendrían, como mucho, alguna choza o cabaña donde refugiarse y pasar la noche.
En 1152, el rey Alfonso VII concedió a la villa de Talavera los montes que están al norte hasta el límite con Navamorcuende y el río Guadyerbas. En el siglo XIII, alejada la frontera con los reinos musulmanos y con largos períodos de paz, aumenta la repoblación de la comarca de Talavera. Es entonces cuando llegan sus primeros pobladores, procedentes de Mejorada. El rey Sancho IV el Bravo concedió al caballero Juan García de Toledo, su portero mayor, las tierras de Malpartida, que tomaron el nombre de Mejorada hacia el año 1288.
Se creó una línea de atalayas que defendían Talavera de los bandidos, enlazando el castillo de Oropesa con el de Mejorada y el cerro de San Vicente hasta enlazar con los de Maqueda y su comarca. Restos de una de estas atalayas son las ruinas llamadas "Los Torrejones", a unos 200 metros al norte del pueblo, en lo alto de un cerro. Este torreón tenía un sótano.
Los primeros datos ciertos de la existencia de Cervera datan desde el la época del rey Enrique II de Trastamara, año 1368, que confirma la jurisdicción civil y criminal sobre la villa de Mejorada y sus lugares de Segurilla y Cervera a favor de Diego García de Toledo. Alrededor de 1450 pasó a formar parte del Condado de Oropesa, al casarse Beatriz de Monroy y de Ayala con el tercer conde de Oropesa, Fernando Álvarez de Toledo. En 1639 adquirió el título de villa.
Hacia el año 1750 se estableció una sucursal de la fábrica de seda fundada en Talavera en el reinado de Fernando VI, que un siglo más tarde se encontraba ya sin actividad. Hacia mediados del siglo XIX, el lugar tenía contabilizada una población de 440 habitantes. Aparece descrito en el sexto volumen del Diccionario geográfico-estadístico-histórico de España y sus posesiones de Ultramar de Pascual Madoz de la siguiente manera:

CERVERA: v. con ayunt. en la prov. de Toledo (13 leg.), part. jud. de Talavera de la Reina (2), aud. terr. de Madrid (20), dióc. de Avila (12), c. g. de Castilla la Nueva: sit. en un bajo circundado de varias alturas con templado clima: reinan los vientos E. y O. y se padecen fiebres intermitentes: tiene 140 casas de habitacion; la de ayunt., cárcel, un hermoso edificio-fáb. de sedas, perdido por no haber labor; una escuela de primeras letras dotada con 1,100 rs. á la que asisten 20 alumnos; una igl. parr. dedicada á la Asuncion de Nuestra Sra., curato de primer ascenso y provision ordinaria ; en los afueras 4 ermitas dedicadas á San Roque al S., del Rosario al O., del Socorro al N. y del Consuelo al E.; un paseo con poca alameda al pie de la casa-fáb. referida, y muchas fuentes y pozos de buena calidad, principalmente la llamada Jularva, que sale de entre unos peñascos. Confina el térm. por N. con el de Marrupe; E. Pepino; S. Talavera de la Reina; O. Segurilla, á dist. de 1/2 leg. próximamente por todos los puntos, y comprende muchos olivares y moreras, alguna viña y las suertes de labor, cuyo terreno es de inferior calidad para los sembrados: los caminos son vecinales en mal estado: el correo se recibe en Talavera por los mismos interesados. prod.: trigo, cebada, centeno, avena, algarroba, vino, aceite, capullo de seda y muchos higos; se mantiene ganado de cerda, vacuno y lanar, y se cria caza menor. pobl.: 112 vec., 440 alm. cap. prod.: 444,733 rs. imp.: 12,267. contr.: segun el cálculo oficial de la prov. 74'48 por 100. presupuesto municipal 5,000, del que se pagan 2,000 al secretario por su dotacion y se cubre con el valor de los propios de la v.
(Madoz, 1847, pp. 349-350)

En 1855 nació en la localidad el médico Joaquín Berrueco y Sánchez, que trabajó en el madrileño Hospital de la Princesa.
Hasta la reforma de la nomenclatura municipal de 1916 el municipio se llamaba simplemente Cervera. En dicha fecha su nombre fue modificado por el de Cervera de los Montes.

## Demografía
Cuenta con una población de 495 habitantes (INE 2024).
| Gráfica de evolución demográfica de Cervera de los Montes entre 1842 y 2021 |
| |
| Población de derecho según los censos de población del INE Población de hecho según los censos de población del INEEn estos censos se denominaba Cervera: 1842, 1857, 1860, 1877, 1887, 1897, 1900 y 1910 |

## Patrimonio
Las ermitas de San Roque, de planta románica, Nuestra Señora del Socorro, Nuestra Señora del Rosario con zócalo de Cerámica de Talavera, Nuestra Señora del Consuelo y la iglesia de Nuestra Señora de la Asunción de una sola nave y arquitectura renacentista realizada con sillares de granito. También pueden observarse su Altar Mayor de cerámica talaverana y tallas como la del Nazareno, Niño de la Bola o Virgen de los Dolores.
-Encina Merejil
-Ruinas antigua fortaleza Los Torrejones.
-Potro de Herrar.
-Antigua fábrica de seda.
-Puente del Lomo.
-Chozo de pastores en el cerro del Cura.
-Pequeña laguna o balsa de agua conocida como Las Canteras.
-Cruces del Cerrillo del Calvario.
-Caño Viejo y Caño Nuevo.
-Canto de la Julara
-Pozo y pila conocido como el Pozo del Valle
-Casa consistorial
-Pequeño rastro de calzada romana

## Fiestas
- 3 de febrero: San Blas.
- 16 de agosto: San Roque.